# Battaglia di Westport
La battaglia di Westport, combattuta nell'attuale quartiere della città di Kansas City (Missouri) nell'ottobre 1864, è stato un episodio della guerra di secessione americana durante il quale l'esercito nordista guidato dal general maggiore Samuel Ryan Curtis sconfisse le forze sudiste di Sterling Price costringendolo a ritirarsi ad ovest del fiume Mississippi.

## Contesto
Nel settembre 1864 il general maggiore Price condusse le sue forze nel Missouri nella speranza di conquistare lo stato prima delle elezioni presidenziali allo scopo di orientare l'opinione pubblica degli stati del nord contro il presidente Abraham Lincoln.
Tuttavia, dopo la sconfitta nella battaglia di Fort Davidson, Price capì che Saint Louis era troppo ben difesa per le sue forze (composte da circa 12 000 uomini) e decise dunque di puntare verso Jefferson City. Dopo una serie di scontri nei pressi di questa città, Price ritenendo di non essere in grado di conquistarla mosse verso Fort Leavenworth.
Ormai però le sue forze – minate dalle malattie e dalla diserzione – non ammontavano che a circa 8 500 soldati.
Il generale nordista Curtis mise dunque assieme un'armata (chiamata “Army of the Border”) per respingere l'attacco. Il 19 ottobre Curtis inviò parte dei suoi uomini, sotto il comando di James G. Blunt, a Lexington, circa 60 km ad est di Kansas City.
Blunt non fu però in grado di fermare Price che proseguì la propria avanzata oltre Little Blue River. Il 22 ottobre Price sconfisse Blunt anche a Independence e arrivò nei pressi di Westport, a Brush Creek.

## La battaglia
Il 23 ottobre Blunt, anticipando l'attacco di Price, posizionò tre brigate lungo il Brush Creek (comandate da J. Hobart Ford, Charles "Doc" Jennison e Thomas Moonlight). Le forze nordiste si scontrarono con quelle confederate in campo aperto. Nel frattempo Price inviò due divisioni (guidate da Joseph O. Shelby e James Fagan) contro Curtis a Westport.
Dopo un durissimo scontro i confederati dovettero ritirarsi dando fuoco alla prateria per coprire con il fumo la loro fuga.
Il giorno dopo Blunt partì all'inseguimento delle forze di Price affrontandole a Marais des Cygnes, Marmiton River, Mine Creek ed infine a Newtonia lasciando il generale confederato con meno di 6 000 uomini sotto il proprio comando.

## Conseguenze
La battaglia di Westport è stata una delle più grandi battaglie combattute ad ovest del fiume Mississippi con oltre 30 000 soldati coinvolti e circa 1 500 vittime da ambo le parti.
La vittoria dell'Unione mise fine alla campagna del Missouri di Price e per questo motivo è stata definita da alcuni storici la “Gettysburg dell'Ovest”